# 김육룡
김육룡은 대한민국의 배우이다. 한국어, 중국어가 가능하다.

## 출연 작품

### 영화
- 2003년 《황산벌》 - 당 고종 역 (특별출연)
- 2010년 《평양성》 - 당 고종 역 (특별출연)

### 드라마
- 2003년 KBS 《무인시대》 - 젊은 만적 역
- 2004년 KBS 《불멸의 이순신》 - 왜군 장수 간 미치나가 역
- 2004년 KBS 《해신》 - 당나라 무령군 장수 역
- 2006년 KBS 《서울 1945》 - 대한민청 조사과장 신영균 역
- 2008년 KBS 《대왕 세종》 - 건주여진 올량합 책사 심타 역
- 2010년 KBS 《전우》 - 중공군 장교 역
- 2014년 KBS 《정도전》 - 명나라 사신 채빈 역